# فرع العمليات المعنوية
كانت العمليات المعنوية فرعًا لمكتب الخدمات الاستراتيجية خلال الحرب العالمية الثانية. استخدمت الحرب النفسية، خصوصًا الدعاية، لتوليد ردود فعل نفسية محددة لدى كل من عامة الناس وقوات دول المحور العسكرية لدعم أهداف سياسية وعسكرية أكبر للحلفاء.

## نشأته
شكّل وليام جوزيف دونوفان فرع العمليات المعنوية في مكتب الخدمات الاستراتيجية في 3 مارس 1943. أُعجب دونوفان بالفعالية المتصورة للدعاية النازية ورأى أن افتقار الولايات المتحدة لعمليات مماثلة يشكّل نقطة ضعف كبيرة. ولهذه الغاية، أنشأ فرع العمليات المعنوية الذي استخدم العديد من التكتيكات المختلفة في المجالين الإعلامي والجسدي على حد سواء لإضعاف الروح المعنوية والحث على الارتباك وزرع الريبة داخل سكان دول المحور وداخل صفوف قواتهم المسلحة.
ورأى دونوفان أن الحرب يجب أن تُدار مع التركيز بشكل خاص على التأثير النفسي لتصرفات أطراف النزاع وأفعالهم على كل من السكان المكونين للأطراف المتحاربة والقوات المسلحة للأطراف نفسها، مؤكدًا أن هذه الاعتبارات النفسية تُعدّ مهمة في وضع إستراتيجية مدة الحرب مثل أي عامل آخر يؤخذ في الحسبان عند التخطيط لحملة عسكرية.
في خطاب ألقاه العقيد دونوفان آنذاك، أشار إلى الأهمية الخاصة للتأثير النفسي لكل من العمل الجسدي والتواصل في الحرب:
«يتحقق عنصر المفاجأة في العمليات العسكرية، وهو حرب نفسية تُترجم إلى تكتيكات ميدانية، من خلال الخداع والحيلة، والسرية وسرعة المعلومات، وعن طريق إرباك العدو وتضليله. عندما تضرب معنويات شعب أو أي جيش، فأنت تضرب العامل الحاسم، لأن قوة إرادتهم هي التي تحدد مدة الحروب وقدر المقاومة ويوم الانهيار الأخير».
في نفس الخطاب، يستشهد دونوفان إلى حد ما بشكل غير صحيح بتأكيد أدولف هتلر من كتابه «كفاحي» كمثال على كيفية إيلاء ألمانيا النازية اهتمامًا كبيرًا للجوانب النفسية للحرب في استعدادها للأعمال العدائية في أواخر الثلاثينيات:
«إن موقع سلاح المدفعية عند التحضير لهجوم المشاة سيؤخذ بعين الاعتبار في المستقبل من خلال الدعاية الثورية. وتتمثل مهمتها في تحطيم العدو جسديًا قبل أن تبدأ الجيوش العمل».
قد يُنسب نموذج دونوفان في تنظيم فرع العمليات المعنوية بشكل فضفاض إلى عناصر الدعاية «السوداء» للهيئة التنفيذية البريطانية للحرب السياسية، التي استند إليها موظفو مكتب الخدمات الاستراتيجية بشدة في تصميم بنية فرع العمليات المعنوية وتحديد مهامها.
على الرغم من أن فرع العمليات المعنوية استمد الكثير من أصوله من الهيئة التنفيذية البريطانية للحرب السياسية، كان هناك توتر بين الوكالات الأمريكية والبريطانية حول استخدام ما كان يشار إليه في ذلك الوقت باسم «دعاية الإرهاب». نظر دونوفان إلى استخدام هتلر للتهديد بالعنف الساحق متبوعًا بإنذارات نهائية للاستسلام كتكتيكات يمكن أن تأتي بنتائج عكسية، واختلف مع تركيز تشرشل على «الاستسلام غير المشروط» كخيار وحيد لألمانيا النازية بعد انتصار الحلفاء. في وثيقة تحدد الغرض من مكتب الخدمات الاستراتيجية للرئيس روزفلت، كتب ما يلي:
«التجسس ليس شيئًا جيدًا، ولا حتى الأساليب المستخدمة مثالية، ولا القنابل المدمرة ولا الغاز السام، لكن بلدنا شيء جميل واستقلالنا أمر لا غنى عنه. نحن نواجه عدوًا يؤمن بأن أحد أسلحته الرئيسية هو توظيف الإرهاب ولا شيء غير ذلك. لكننا سوف نحوّل الإرهاب ضده - أو سنتوقف عن الوجود».
هذا البيان، بالإضافة إلى المبادئ التوجيهية التي وضعها دونوفان لمكتب الخدمات الاستراتيجية والتي أولت أهمية لـ «التأثير» كهدف رئيسي للعديد من عمليات مكتب الخدمات الاستراتيجية، حدد مسار أنشطة الخدمة بأكملها خلال فترة وجودها حتى عام 1945.

## تنظيمه
يتألف فرع العمليات المعنوية من خمسة أقسام: مفرزة الاتصالات الخاصة، وشعبة الراديو، وشعبة التواصل الخاصة، وشعبة المنشورات والحملات، وشعبة الشؤون الخارجية. كانت مفرزة الاتصالات الخاصة مسؤولة عن «عمليات الدعاية القتالية بالتنسيق مع الجيش الأمريكي في أوروبا». ساهمت شعبة الراديو «بإجراء جميع البرامج الإذاعية السوداء أو السرية». شعبة التواصل الخاصة «وزّعت الدعاية على الجماعات الحزبية». شعبة المنشورات والحملات «أعدّت المنشورات والكتيّبات، وحملات الهمس». قامت شعبة الشؤون الخارجية «بإجراء أنشطة متنوعة [للعمليات معنوية] في الخارج». نفّذت هذه الأقسام مجتمعة عمليات الحرب النفسية لصالح الجيش الأمريكي.
كان لدى فرع العمليات المعنوية نقاط عسكرية في مواقع عديدة في جميع أنحاء العالم. كانت هذه النقاط قريبة عادة من مراكز القتال التابعة للجيش الأمريكي أو دُمجت في مواقع مخابرات الجيش. بحلول عام 1945، كان لفرع العمليات المعنوية مركز واحد في الجزائر ومصر وفرنسا وبريطانيا، واثنان في السويد، وستة في إيطاليا. أهم هذه المراكز كان في لندن، بريطانيا.

## علاقته مع وكالات الإعلام الأخرى أثناء الحرب

### علاقته مع الهيئة التنفيذية للحرب السياسية
حصل فرع العمليات المعنوية على قدر كبير من مصادر المعلومات الأولى من خلال علاقته الوثيقة بالهيئة التنفيذية البريطانية للحرب السياسية. كانت هذه العلاقة مستمرة طوال فترة الحرب، وتباينت شدتها نظرًا للميول الخاصة للعديد من الضباط المشاركين في العمليات المعنوية في مكتب الخدمات الاستراتيجية ونظرائهم البريطانيين. استرشد فرع العمليات المعنوية بشكل كبير في حملاته التكتيكية بالتكتيكات التي طورها البريطانيون، والتي تعامل بعضها مع النشر المنتظم للشائعات في مصادر وسائل الإعلام الشعبية في البلدان التي تحتلها دول المحور أو البلدان المحايدة.

### علاقته مع مكتب إعلام الحرب
كان مكتب إعلام الحرب في الولايات المتحدة مكتبًا في الفرع التنفيذي، ونتج عن دمج العديد من خدمات نشر المعلومات العلنية التي أدارتها حكومة الولايات المتحدة أثناء الحرب. في يونيو 1942، حصل مكتب إعلام الحرب على بعض مكونات البث العلني لسلف مكتب الخدمات الاستراتيجية، مكتب دونوفان للتنسيق الإعلامي، في حين أن المكونات الأكثر سرية المكلفة بعمليات التخريب والخداع أصبحت جزءًا من فرع العمليات المعنوية. كان الكاتب المسرحي روبرت إ. شيرود من بين الشخصيات الأمريكية البارزة في الإعلام التي جُنّدت لخدمة الحكومة خلال الحرب. لعب شيرود دورًا كبيرًا في تحديد طابع كل من مكتب إعلام الحرب وفرع العمليات المعنوية ووظائفهما. عمل شيرود كمستشار لكلتا المنظمتين، وساهم مساهمة كبيرة في العديد من خطط دونوفان لتنسيق الحرب النفسية ضد قوى المحور طوال الحرب. 
أدّى أرشبيلد ماكليش، وهو عضو بارز آخر في مجتمع الإعلام الأمريكي، دورًا حاسمًا في تقديم المشورة لكل من فرع العمليات المعنوية ومكتب إعلام الحرب، إذ شغل منصب مدير مكتب الحقائق والأرقام التابع لمكتب إعلام الحرب، ومنصب كبير المستشارين في فرع الأبحاث والتحليل التابع لمكتب الخدمات الاستراتيجية وذلك في الأمور المتعلقة باستراتيجية الحرب النفسية.
نسّق كل من فرع العمليات المعنوية ومكتب إعلام الحرب أنشطتهما حسب التصميم، لدرجة أن مكتب إعلام الحرب سمح أحيانًا بدسّ محتوى تخريبي في عمليات البث العلنية لمكتب إعلام الحرب من أجل تعزيز تأثير أنشطة فرع العمليات المعنوية السرية في الخارج.

### علاقته مع شعبة الحرب النفسية التابعة للقيادة العليا لقوات الحلفاء
بالإضافة إلى ذلك، حافظ فرع العمليات المعنوية على مفارز العمليات التي كانت ملحقة بوحدات المناورة الرئيسية في الجيش الأمريكي الخاضعة لسيطرة القيادة العليا لقوات الحلفاء. قُسمت هذه الفرق التكتيكية إلى ثلاث فئات مختلفة: الفرق القتالية والفرق المهنية والفرق الأساسية.